# Liste der Monuments historiques in Bruz
Die Liste der Monuments historiques in Bruz führt die Monuments historiques in der französischen Stadt Bruz auf.

## Liste der Bauwerke
| Bezeichnung                        | Beschreibung                             | Standort | Kennzeichnung | Schutzstatus | Datum | Bild           |
| ---------------------------------- | ---------------------------------------- | -------- | ------------- | ------------ | ----- | -------------- |
| Manoir de Saint-Armel (Herrenhaus) |                                          | (Lage)   | PA00090513    | Inscrit      | 1975  | weitere Bilder |
| Brücke                             | auch auf dem Gebiet der Gemeinde Guichen | (Lage)   | PA00090597    | Inscrit      | 1942  | weitere Bilder |

## Liste der Objekte
| Bezeichnung                | Beschreibung                              | Standort                | Kennzeichnung | Schutzstatus | Datum | Bild |
| -------------------------- | ----------------------------------------- | ----------------------- | ------------- | ------------ | ----- | ---- |
| Skulptur Christus am Kreuz | Holz, um 1400                             | in der Kirche St-Martin | PM35002724    | Inscrit      | 1927  |      |
| Skulptur Madonna mit Kind  | Holz, Ende des 17. Jahrhunderts           | in der Kirche St-Martin | PM35002725    | Inscrit      | 1997  |      |
| Skulptur Heiliger Martin   | Stein, polychrom gefasst, 16. Jahrhundert | in der Kirche St-Martin | PM35002726    | Inscrit      | 1997  |      |